# Provincias de Cataluña

Mapa provincial de Cataluña con superposición de las comarcas.

Las provincias de Cataluña son cuatro: Barcelona, Gerona, Lérida y Tarragona.

## Departamentos napoleónicos
El precedente de la división provincial son las divisiones administrativas napoleónicas. Aunque no arraigaron por la revuelta que provocó la Guerra de la Independencia Española, en Cataluña tuvieron más implantación. El dominio francés duró más (1808-1814) debido a la ocupación de Barcelona y a la proximidad con Francia. 
Se decretaron tres divisiones territoriales diferentes que tenían en común la división en cuatro demarcaciones con un objetivo homogeneizador y no de racionalización territorial. El hecho que las tres divisiones coincidieran a formar cuatro demarcaciones, dio a esta cifra un valor modélico. Era el número que parecía en consonancia con el patrón departamental francés.
La principal discrepancia, que perduró durante el debate de provincialización, afectaba al Alto Pirineo: o bien se hacía un distrito pirenaico y se unía la llanura de Lérida con la Cataluña meridional, o bien se incorporaba el Pirineo en Lérida, separándola de las Tierras del Ebro y del Campo de Tarragona.
El mariscal Augerau, el 6 de marzo del 1810, dividía Cataluña en cuatro corregimientos. Los de Barcelona y Gerona eran parecidos en las actuales provincias, dejando de banda la Cerdaña. El corregimento de Seo de Urgel era una demarcación pirenaica y el de Reus ocupaba toda la Cataluña Nueva, aunque no llegaron a delimitarse.
Como respuesta, el 17 de abril del 1810 José I Bonaparte estableció cuatro jefaturas con denominaciones fluviales: Llobregat, Ter, Cinca i Segre, y Ebro. No tuvo ninguna efectividad, pero por primera vez se definían las cuatro capitales actuales, y la solución por la demarcación del interior que a la larga se acabó adoptador: la unión del Alto Pirineo con la llanura de Lérida.
El 26 de enero del 1812 Napoleón decretó la anexión de Cataluña al Primer Imperio Francés, dividiéndola en cuatro departamentos: Departamento del Ter con capital en Gerona, Departamento de Montserrat con capital en Barcelona, Bocas del Ebro con capital en Lérida y Departamento del Segre con capital en Puigcerdá. Destaca la incorporación de la Valle de Arán al departamento del alto Garona, la incorporación de varias ciudades de la Franja de Aragón al departamento de las Bocas del Ebro, y la incorporación de Andorra al departamento del Segre, en cambio no se atendieron las peticiones favorables a la unificación de la Cerdaña. Los límites interiores eran parecidos a la división en corregimentos del 1810, con la Plana de Vich incorporada en Gerona.

## Distritos subalternos
La Constitución Española de 1812 definía la provincia como entidad política y circunscripción electoral. El mayo del 1812, las Cortes de Cádiz establecieron una división provisional en grandes provincias como paso previo a la delimitación definitiva. La Diputación de Cataluña participó activamente en el proceso. Presentó tres proyectos de división en distritos subalternos: siete distritos el 1813, seis el 1820 y once el 1821. Los tres proyectos coincidían al designar tres ciudades como capitales: Gerona, Lérida y Tarragona. El proyecto de seis distritos del 1820 definía por primera vez la demarcación de la Cataluña Central y era similar a los actuales ámbitos funcionales territoriales integrando las Tierras del Ebro al Campo de Tarragona. El proyecto del 1821 sustituía Barcelona por Mataró, tanto para dejar Barcelona como capital de Cataluña cómo para fomentar una nueva población en un lugar inmediato.
Las Cortes no aceptaron ninguna de estas divisiones e impusieron la división en cuatro demarcaciones. El principal objetivo de la Diputación, y de los parlamentarios catalanes, fue defender los límites históricos exteriores del Principado, y revisar las propuestas elaboradas en Madrid que pasaron por diferentes y complejas etapas.

## Gobernaciones del 1813
En el primer proyecto encargado a Felipe Bauzá, del año 1813, se dividía Cataluña en tres gobernaciones subalternas: dos marítimas, con capitales en Barcelona y Tarragona, y una pirenaica con capital en la Seo de Urgel. El límite sur de Cataluña se situaba al ríe Ebro por razones militares. El concepto de distritos o gobernaciones subalternas fue rechazado por el Consejo de Estado en favor de unas provincias independientes sin jerarquías. Además, el proyecto tenía muchas imprecisiones. Suponía una distribución equilibrada de la población, que claramente no se cumplía con una gobernación pirenaica, menciona Andorra como corregimento, la Noguera Pallaresa como dos ríos, y asigna Arnes a la provincia de Castellón a pesar de la barrera de los puertos de Tortosa-Beceite. Con la restauración absolutista de Fernando VII de España fueron abandonados los proyectos provincialistas.

## Provincias de 1822
Reimplantada la Constitución, durante el Trienio Liberal, Bauzá y Larramendi elaboraron una segunda propuesta presentada el 1821. Gerona acontecía la cuarta provincia, la de Barcelona pasaba a denominarse provincia de Cataluña, se respetaban los límites históricos y se daba preferencia a la divisoria de aguas en lugar de los cursos fluviales. A propuesta del parlamentarios catalanes, Lérida sustituyó la Seu d'Urgell después de una intensa campaña del ayuntamiento. Después de varias rectificaciones a propuesta de la Diputación, fue aprobada por decreto de 17 de enero de 1822. Con la intervención de los Ciento Mil Hijos de Sant Lluís se volvió a restaurar el absolutismo el 1823 y la división provincial no se llevó a la práctica.

## Provincias de 1833
Con la regencia de María Cristina se inició un segundo periodo constitucionalista. El 30 de noviembre del 1833 se publicaba el decreto firmado por el ministro Javier de Burgos con la división provincial actual. La novedad más sorpresiva fue la partición de la Cerdaña y del Panadés. El 1822 la Cerdaña era asignada en Barcelona y se acabó dividiendo entre Gerona y Lérida. El partido judicial de Vilafranca cambiaba de Tarragona en Barcelona. La dificultad para transcribir la toponimia catalana provocó algunos enclaves singulares (Sant Martí de Castells, Riu de Cerdanya, Malagarriga, Valielles, Can Víes).

## Actualidad

Provincias actuales y veguerías propuestas.

En principio, la división provincial fue aceptada por los políticos catalanes y por la Diputación de Cataluña. Las élites locales veían una oportunidad de incrementar el poder local, con la única discrepancia del Ayuntamiento de Barcelona, que veía perjudicados sus intereses. Durante la época moderada, a mediados del siglo XIX, la legislación centralizadora fue desposeyendo las diputaciones de funciones sustantivas, pasando a ser una demarcación al servicio del estado y no de las sociedades locales. Con la centralización surgieron las primeras críticas recogidas después por el catalanismo político.
El 1933 la Generalitat de Catalunya suprimió las provincias catalanas, poniendo en marcha una nueva división territorial en comarcas y veguerías.
Las leyes de ordenación territorial aprobadas por el Parlament el 1987 preveían la inminente conversión de Cataluña en una provincia única, pero finalmente no se llevó a la práctica. El año 2001, el Informe Roca proponía la creación de veguerías equiparándolas en provincias a efectos estatales.
El Estatuto de Autonomía de 2006, en su título II, capítulo VI, sección tercera, artículo 91.4, prevé una nueva división en veguerías, a pesar de que "La alteración de los límites provinciales, si se tercia, se tiene que llevar a cabo de acuerdo con el que establece el artículo 141.1 de la Constitución.", que dice que cualquier alteración de los límites provinciales tendrá que ser aprobada por las Cortes Generales mediante ley orgánica.

## Lista de comarcas por cada provincia
| - Alto Panadés - Noya - Bages - Bajo Llobregat - Barcelonés - Bergadá (excepto el municipio de Gósol adscrito en Lérida) - Garraf - Llusanés (creada el año 2023) - Maresme - Moyanés (creada el año 2015) - Osona (excepto los municipios de Espinelvas, Vidrá y Viladrau que pertenecen a Gerona) - Vallés Occidental - Vallés Oriental | - Alto Ampurdán - Bajo Ampurdán - Cerdaña (11 municipios) - La Garrocha - Gironés - Pla de l'Estany (creada el año 1988) - Ripollés - Selva (excepto el municipio de Fogás de Tordera) - Osona, únicamente tres municipios. | - Alta Ribagorza (creada el año 1988) - Alto Urgel - Cerdanya (seis municipios) - Garrigues - Noguera - Pallars Jussá - Pallars Sobirá - Plana de Urgel (creada el año 1988) - Segarra - Segriá - Solsonés - Urgel - Valle de Arán | - Alto Campo - Bajo Campo - Bajo Ebro - Bajo Panadés - Cuenca de Barberá - Ribera de Ebro - Montsiá - El Priorato - Montsiá - Tierra Alta |